# ベルベリドプシス科
ベルベリドプシス科（ベルベリドプシスか、Berberidopsidaceae）は双子葉植物の科で、チリとオーストラリア南東部だけに分布する常緑樹。ベルベリドプシス属Berberidopsis（チリ、オーストラリアに各1種）とストレプトタムヌス属Streptothamnus（オーストラリアに1種）の2属3種で構成されている。従来の多くの分類体系では独立の科として認めずイイギリ科に含めていた。和名をメギモドキ科とする資料もある。
APG分類体系ではAPG IIまではコア真正双子葉類の中に入れられていたが、所属する目は設けられていなかった。2009年のAPG IIIにおいてベルベリドプシス科とアエクストキシコン科で構成されるベルベリドプシス目が新設された。